# Corte (Alta Córsega)
Corte (em corso, Corti) - pronuncia-se Corté - é uma cidade francesa localizada na região administrativa da Córsega, no departamento da Alta Córsega (Haute-Corse). É a quarta maior comuna em população da Córsega (atrás apenas de Ajaccio, Bastia e Porto-Vecchio).
Em 2008, chegou à marca de 6.779 moradores. 

## Geografia

### Localização
Situada a 70 quilômetros de Bastia e a 85 quilômetros de Ajaccio, está a 450 metros acima do nível do mar, entre os vales dos rios Tavignano e Restonica.

## Clima
A cidade de Corte possui clima oceânico.